# Думи мої, думи мої (1847)
«Думи мої, думи мої / Ви мої єдині…» — вірш Тараса Шевченка 1847 року, що алюзійно перегукується з програмовою елегією «Думи мої, думи мої, / Лихо мені з вами!» 1840 року, якою поет відкрив свою першу збірку «Кобзар» (1840).                                                       

## Історія написання та публікація
Чорновий автограф вірша потрапив до альбому Шевченка 1846—1850 років, що нині зберігається, як чистові автографи, в Інституті літератури ім. Т. Шевченка. Зберіглося два чистові автографи вірша, один увійшов до «Малої книжки», а другий — до «Більшої книжки».
Автографи не датовано. Вірш датується за місцем чорнового автографа в альбомі Шевченка 1846—1850 роками, в якому записано також чорнові автографи поезій «Дурні та гордії ми люди…», «Готово! Парус розпустили…», «За сонцем хмаронька пливе…», «Ми восени таки похожі…», уривки інших творів періоду Аральської експедиції, а також за часом зимівлі Аральської експедиції 1848—1849 років на острові Косаралі, орієнтовно: кінець вересня — грудень 1848 року, Косарал.
Первісний автограф в альбомі Шевченка 1846—1850 років зроблено чорнилом (рядки 1 — 4 на сторінці 47, рядки 5 — 12 на сторінці 37) і олівцем (рядки 13 — 16 на сторінці 37). Текст записано в різних місцях альбому, значну частину слів не дописано, слово «киргизами» позначено лише першою літерою «к», слово «Уралом» — літерами «Ура». З цього чорнового автографа Шевченко, повернувшись з Аральської експедиції до Оренбурга, наприкінці 1849 року (не раніше 1 листопада) або на початку 1850 року (не пізніше дня арешту поета 23 квітня), переписав вірш з деякими виправленнями до «Малої книжки» — першим у першому ж зшитку за 1846—1847 роки, без номера, як заспів до всієї невольничої поезії. Рядок 9 («З к за Ура», тобто «З к[иргизами] за Ура[лом]») переписано: «З к. . . . убо…..» (тобто «З к[иргизами] убо[гими]»). Окремі виправлення поет вніс сюди й згодом, найімовірніше 1857 року, наприкінці свого перебування на засланні в Новопетровському укріпленні, зокрема, дописав слова, позначені крапками («к………. убо…..»): «киргизами убогими». 21 лютого 1858 року, перебуваючи в Нижньому Новгороді, Шевченко переписав твір з незначними виправленнями з «Малої книжки» до «Більшої книжки», текст якої остаточний. Час занесення вірша до «Більшої книжки» визначається за записом у щоденнику поета 21 лютого 1858 року: «Начал переписывать свою поэзию для печати, писанную с 1847 года по 1858 год». Цей запис стосується передовсім вірша «Думи мої, думи мої…», записаного на першій сторінці «Більшої книжки».
Вперше надруковано за «Більшою книжкою» у виданнях: «Кобзарь Тараса Шевченка / Коштом Д. Е. Кожанчикова» 1867 року і «Поезії Тараса Шевченка» того ж року.

## Жанр, композиція
Вірш являє собою ліричний монолог, мініатюру-рефлексію, що складається з 16 рядків і має кільцеподібну композицію, — кільце апострóфи охоплює два перших та останній катрени. У наспівну інтонацію вірша, що утворюється ритмічною симетрією, а також динамікою слів на позначення дії («не кидайте», «прилітайте», «прилітайте ж»), вноситься елемент розмовної, завдяки міжстрофовому перенесенню між другим і третім чотиривіршами («У степ погуляти // З киргизами убогими»). Завдяки такому подовженню катрена на ще один рядок, образ «киргизів» наголошується як центральний і виступає персоніфікацією вільного народу, який затято чинить опір імперській колонізації: «на волі // Ще моляться Богу».

## Ліричний зміст
Вірш починає невільницьку поезію подібно до того, як однойменний твір 1839 року відкриває «Кобзар» 1840 року. Однак у петербурзький період Шевченко посилав свої «думи-квіти» в Україну, сподіваючись, що вона їх привітає, тепер же «діти-думи» й слова, навпаки, «прилітають» до нього з України, «Із-за Дніпра широкого» і радують самотню душу поета. Мотив творчості як єдиної розради на засланні породжений гострим відчуттям самотності й забутості під час перебування в експедиції, де Шевченко глибоко страждав, марно очікуючи листів. Він навіть зобразив себе в дорожньому альбомі у вигляді античного вісника богів Меркурія — з дорожнім посохом та сумкою листоноші — нібито сам собі доставляючи листи.. Образ «уже вбогих» (наслідок колонізації), та ще вільних «киргизів» (так у той час іноді називали казахів) є для Шевченка втіленням свободи, моральною опорою; саме їм він, як випливає із тексту, присвячує свої нові думи. Попри сумовиту тональність, твір виражає переконаність поета в тому, що й у неволі поезія, творчість залишаються змістом і метою його життя. Епітетами на означення дум-поезій — «мої єдині», «сизокрилі / Мої голуб'ята», «мої любі» поет емоційно звертається до свого творчого дару, благаючи не покинути його «при лихій годині». У підтексті монологу — страх перед загрозою духовного й творчого згасання, втрати натхнення як наслідку постійного приниження й офіційної заборони писати й малювати.
«Це була його внутрішня потреба, яка над ним панувала і навіть у найтяжчому душевному стані могла врятувати від розпачу, дати розраду, допомагала хоч подумки визволитися з гнітючої реальності, переносила в світ дорогих виплеканих дум. ... Тому поезія заслання не є чимось тематично чи естетично відособленим від усієї попередньої Шевченкової творчості, а є її органічним продовженням; Шевченко розкривається в ній у тих самих якостях, що й раніше, — але це не самоповторення, а, сказати б, постійне і нескінченне доростання до самого себе; це невичерпність генія» — академік Дзюба І. М.

## Мистецькі інтерпретації
- Новою варіацією мотивів вірша стала поезія Шевченка «Не для людей, тієї слави», написана 1848 року на Косаралі.
- Вірш покладено на музику композитором В. І. Зарембою.
- Існує народна пісня на слова вірша.
- У 1977 році український авангардний та постмодерний композитор Валентин Сильвестров написав хоровий твір "Cantata", у який використовує слова із вірша "Думи".
- Дует Артем Пивоваров х Надія Дорофєєва записали пісню "Думи" на слова Тараса Шевченка YouTube
- Український блек метал гурт Drudkh інтерпретував "Думи", як текст пісні Solitude̊̊̄